# زاند فريم ورك
زاند فريم ورك (بالإنجليزية: Zend Framework)‏ أو (بالإنجليزية: ZF)‏ هو إطار عمل مفتوح المصدر لتصميم مواقع الويب، مكتوب بلغة بي إتش بي، صدر في مارس من عام 2006 من طرف زاند تكنولوجييز (بالإنجليزية: Zend Technologies)‏، موزع تحت رخصة بي أس دي (بالإنجليزية: BSD)‏.